# Weinmeisterstrasse (Berlins tunnelbana)
Weinmeisterstrasse är en tunnelbanestation i Berlins tunnelbana på linje U8 i stadsdelen Mitte, Berlin. Stationen ligger nära Hackesche Höfe och Goethe-Institut. Den byggdes av Alfred Grenander och öppnade 1930. Från 1961 till 1990 stannade ej tågen, då tågen från Västberlin passerade under Östberlin och förbi flera spökstationer. Stationen har en sydlig entré mot Weinmeisterstrasse samt en nordlig mot Rosenthaler Strasse.

## Galleri

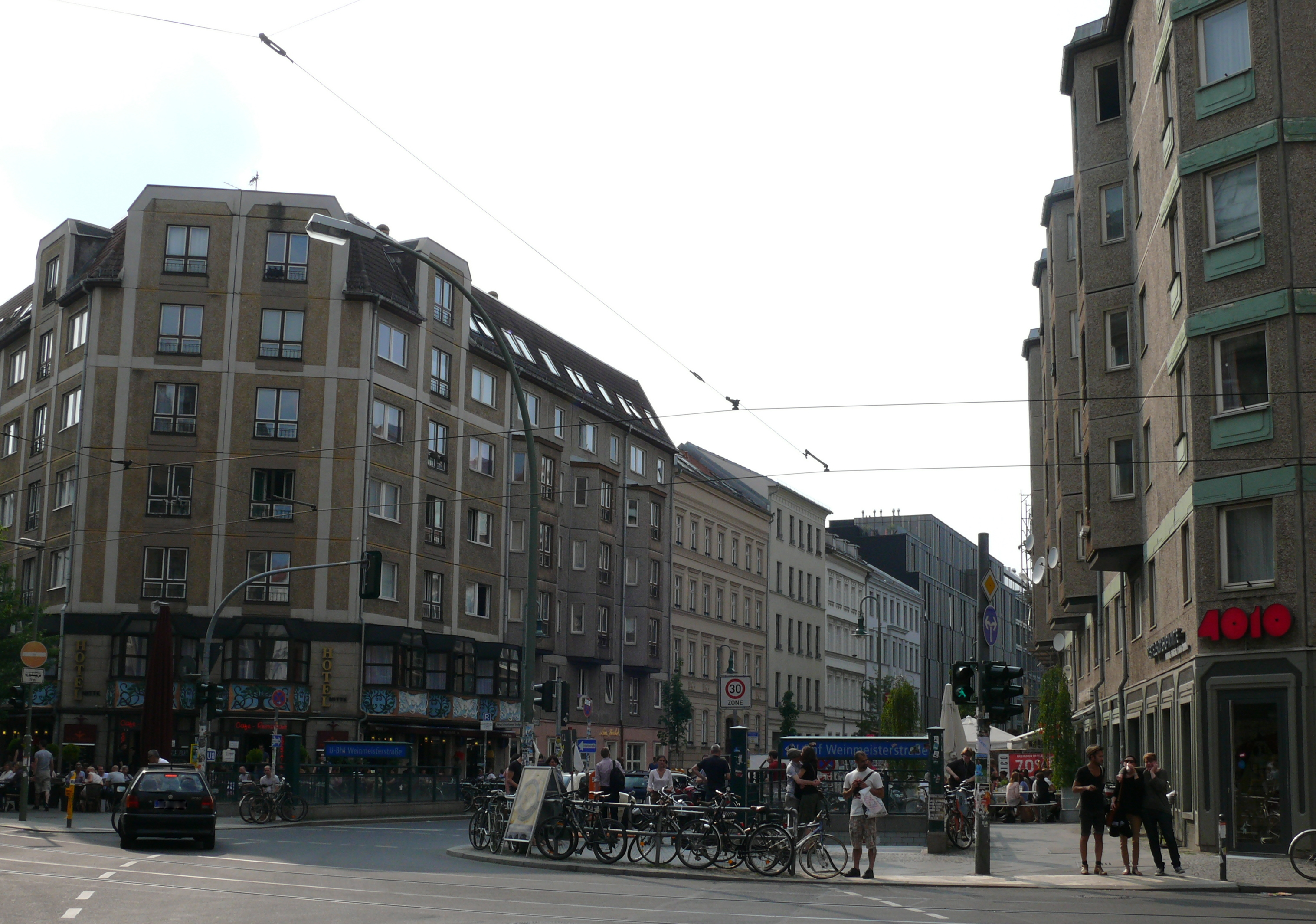
Weinmeisterstrasse
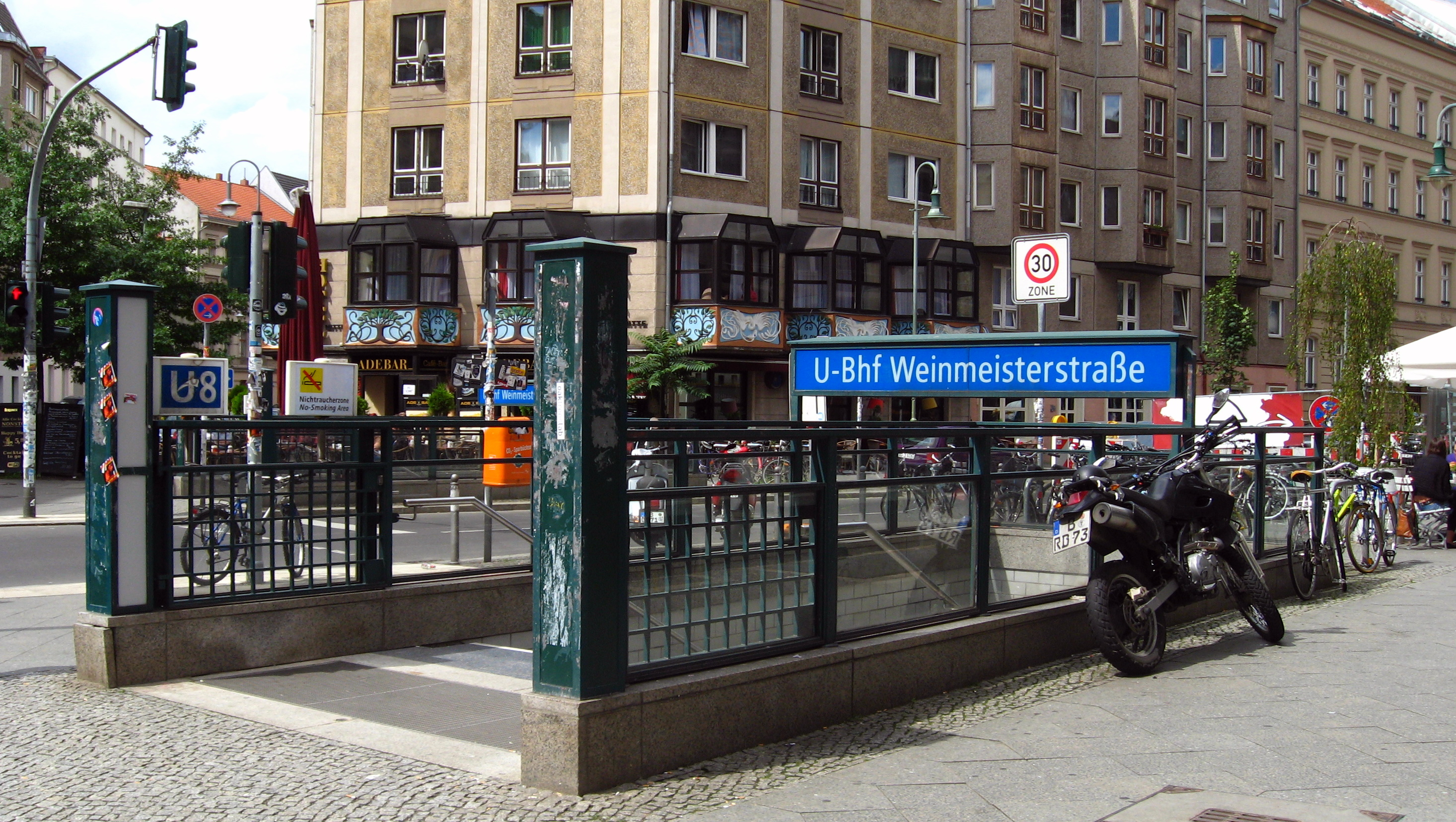
Entré mot Weinmeisterstrasse
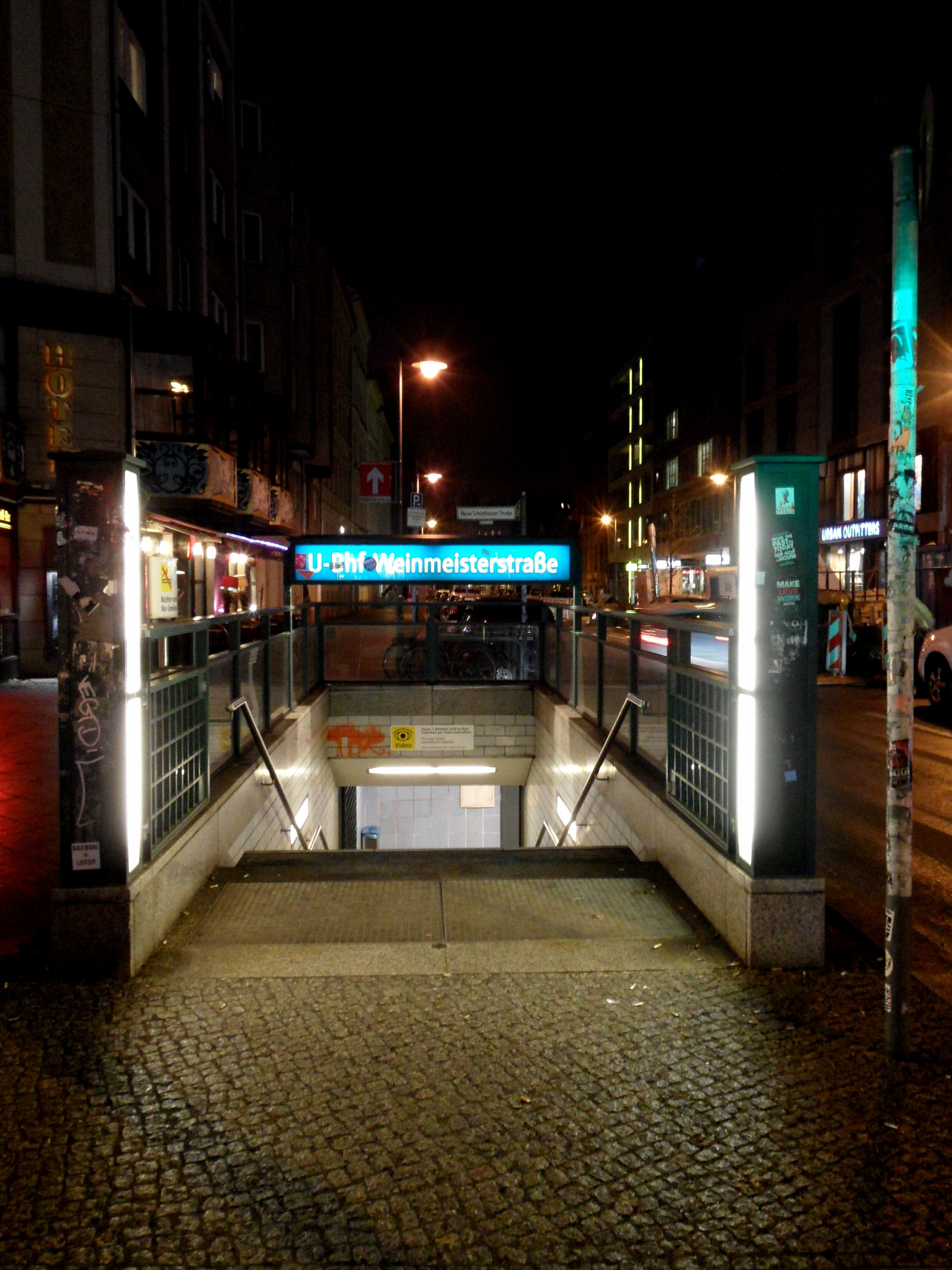
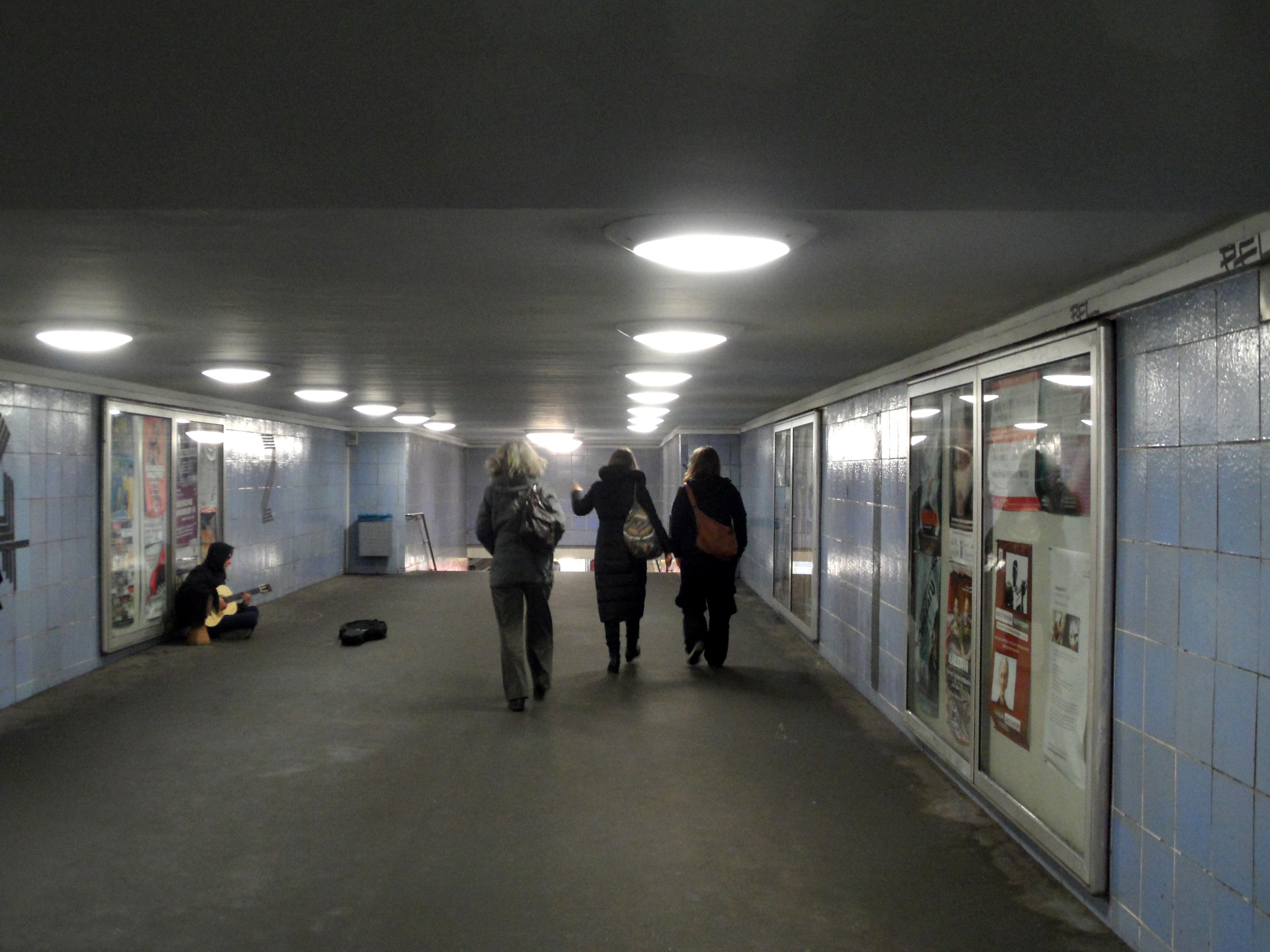
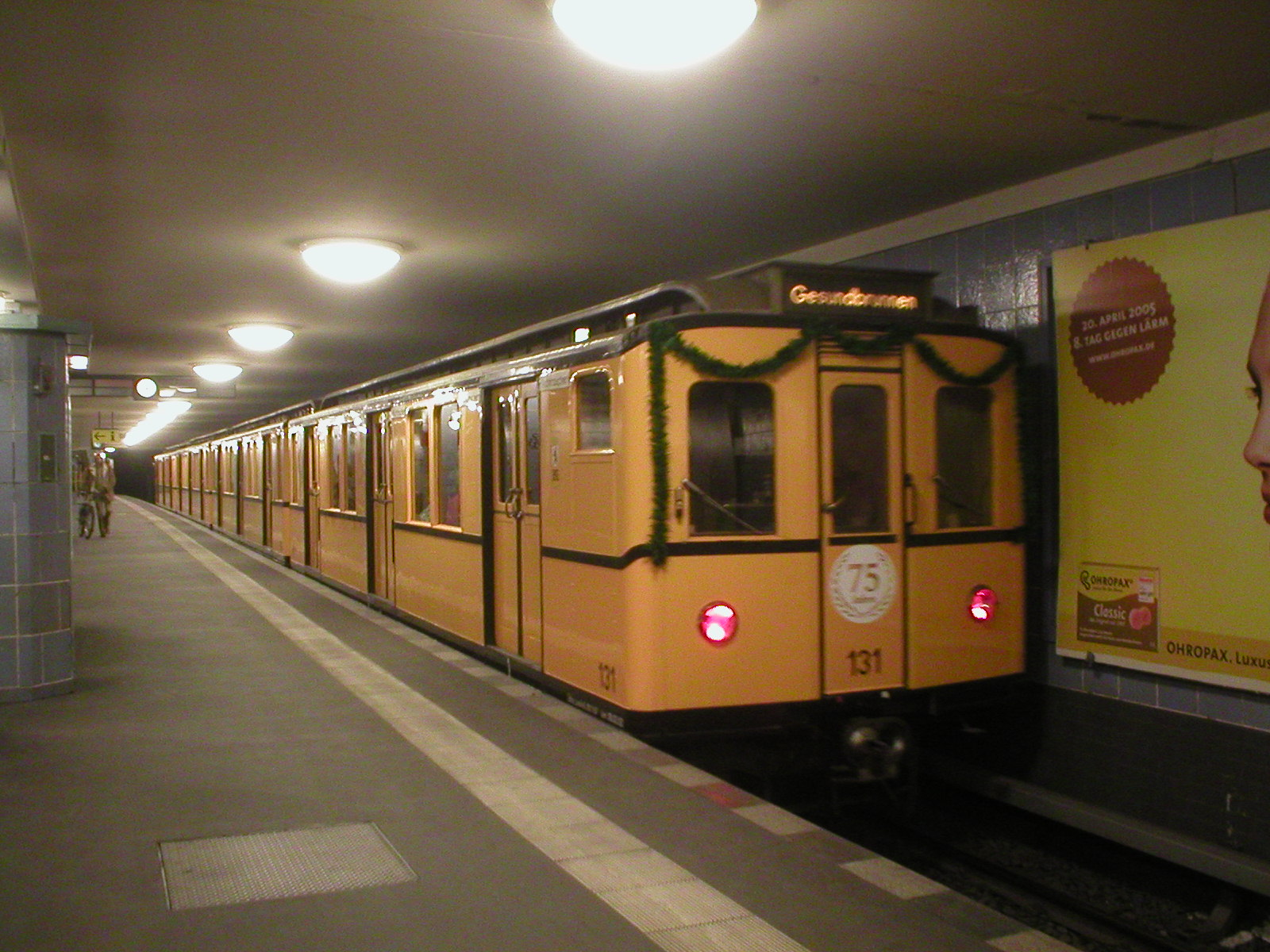
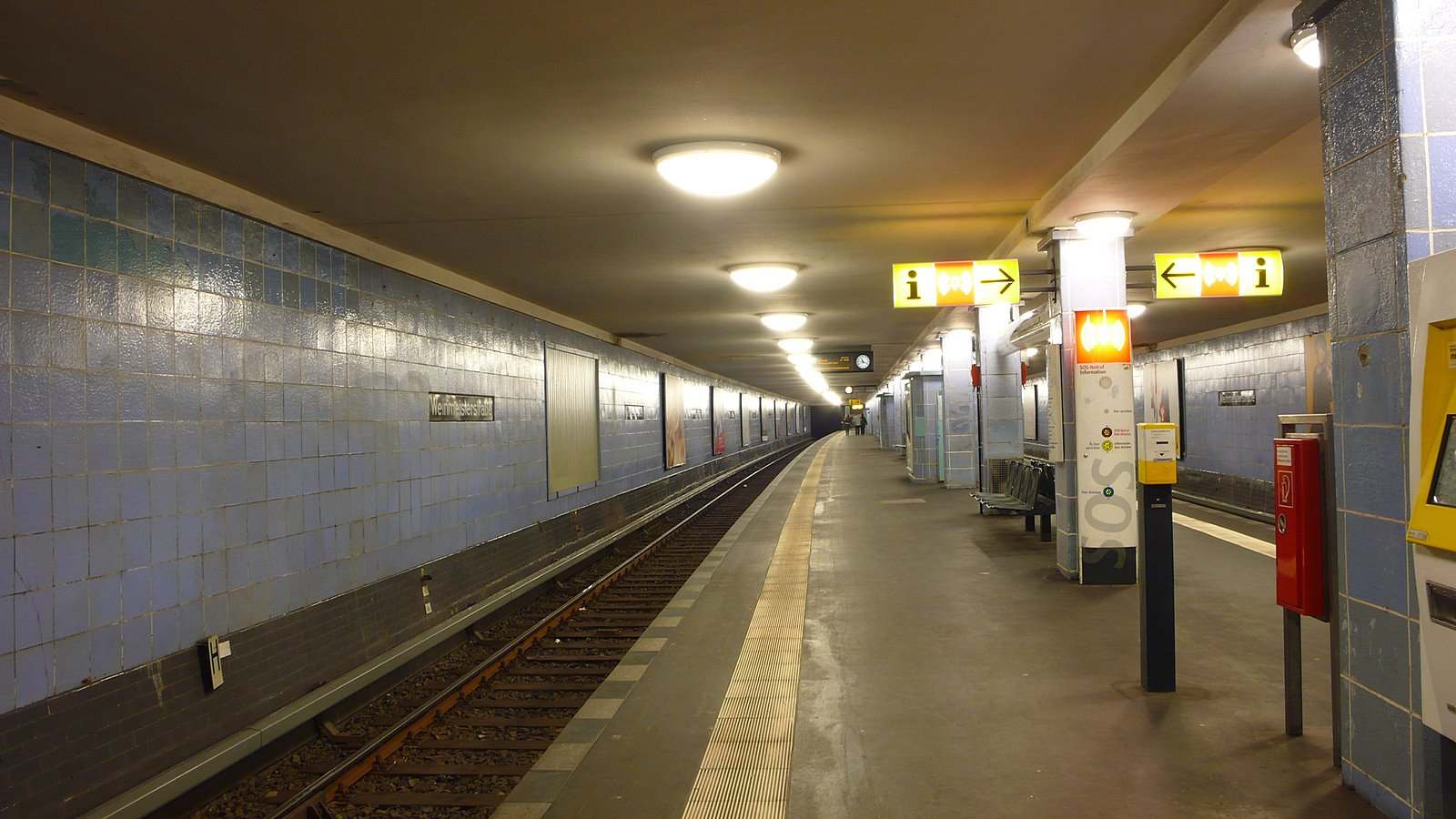